# サンリブシティくまなん
サンリブシティくまなんは、熊本県熊本市中央区にあり、サンリブ・マルショクグループの大型ショッピングセンター。

## 概要
1993年10月29日に、熊本市の中心市街地から少し離れた、当時ニュータウン開発されたばかりの平成地区に郊外型大型ショッピングセンターとしてオープンした。開店当時は、サンリブの直営店ならびに飲食関連・生活用品関連を中心とした専門店が入る「ライフ館」と、スポーツ用品・アミューズメント関連などの専門店が入る「スイング館」との2つの建物からなり、両店舗は互いの2階部分から市道上空を跨ぐ渡り通路で接続されていた。
開店当初は熊本市の中心市街地に程近く、周辺にアパートや住宅なども次々と建ち始め、それなりの賑わいを見せていたが、その後さらに大規模なショッピングセンター（ゆめタウンはません、イオンモール熊本など）が出店した影響や、施設の老朽化などを受け、2007年8月31日で一旦閉店。全面改装し、同年11月9日にリニューアルオープン。
スイング館は、2007年2月27日で入居していたすべての店舗が閉店・撤退。ライフ館の改装工事中に一部テナントが仮店舗として一時移転したり、同館リニューアルオープン時は1階部分を改造し駐車場として使われたが、建物の老朽のため同年12月17日で閉鎖され、2008年5月までに解体された。跡地は、同年夏までにはスポーツクラブ等への賃貸を前提に新館が建設される計画だったが、その後計画が進まず、長期間更地の状態でかつ臨時駐車場のままとなっていた。その後、2012年9月16日に「フィットネスクラブレフコ」と「焼肉 清香園」がオープンした。
ライフ館北側には、「電気館」として立体駐車場を兼ねた、家電量販店のデオデオ（現：エディオン）が出店することが発表され、2008年7月11日にオープンした。

### 平成28年熊本地震の対応
2016年4月14日および同年4月16日に発生した平成28年熊本地震で被災し、休業となった。
2016年7月段階では同年9月上旬をめどに営業を再開する予定であったが、同年8月17日付けの地元紙等で同年8月27日より全館営業再開することを発表。予定通り、同年8月27日に営業再開。

## 施設
- 所在地：熊本県熊本市中央区平成3丁目23番30号
- 規模（面積）：26,632m2
- 建物：
  - ライフ館（店舗1-3階、駐車場地下1階）
  - スイング館（店舗1-3階、立体駐車場）（2007年2月27日をもって閉店）
- 駐車場：約1,000台
- 営業時間：09:30 - 20:00（一部を除く）

## 沿革
- 1993年10月29日 - オープン。
- 2007年2月27日 - スイング館閉店。
- 2007年11月9日 - 全面改装し、リニューアルオープン。
- 2009年1月4日 - 開店時間を1時間短縮し10:00 - 20:00までとなった。
- 2017年9月1日 - 株式会社サンリブが株式会社マルショクを吸収合併したことにより、同社による運営に移管。

## 主要テナント
出店しているテナントの詳細は「公式サイト」を参照。

### サンリブくまなん店
- 1F 食料品売場
- 2F ファッション、スポーツウェア
- 3F 子供服・ベビー服、インテリア・雑貨

### 専門店
1F 
- くまなん市場（県内の道の駅などを集結させたもの。かつての同業者であるカリーノ（寿屋）の経営である。）
- こころ歯科
- シロヤクリーニング
- リメイク文字細工館
- 西本真生堂
- フローラ
- もったいない食堂
- サーティワンアイスクリーム
- ハーズブラウン
- マツモトキヨシ
- ATM（熊本銀行、肥後銀行、ゆうちょ銀行、日専連ファイナンス）

 2F 
- 地球文化屋
- コックス
- ラパックス
- ママのリフォーム

 3F 
- くまなん整体院（スイング館1Fから移動）
- ハンドインハンド
- めがねのアイ・フレンド
- ザ・ダイソー（スイング館1Fから移動）
- アフラックサービスショップ（ライフ館1Fから移動）
- トラベルミュー（宇和島運輸交通社、旅行業）
- auショップ

### 別棟
- エディオン
- フィットネスクラブレフコ
- 焼肉 清香園
- 甲斐整形外科

## かつて存在したテナント

### ライフ館→本館
1F 
- ロッテリア
- 味千ラーメン
- 熊本ファミリー銀行
- タカチホカメラ

 2F 
- サンリオギフトゲート

 3F 
- セガワールド（スイング館3Fから移動）
- サンリブシアター（映画館）
- 愛情メガネのタナカ
- BOOKS AHHA（アッハ、スイング館1Fから移動）
- くまざわ書店

### スイング館
1F 
- ハヤカワスポーツ
- ミスタードーナツ
- ライトオン

 2F 
- TKU西日本新聞文化サークル
- サンリブ・アレストスポーツクラブ

## 交通アクセス

### 鉄道
- JR九州：豊肥本線「平成駅」下車徒歩5分

### バス
- 熊本都市バス：南4系統「平成町」バス停下車徒歩1分
- 熊本バス：南11、12系統「平成町」バス停下車徒歩1分

## 周辺施設等
- 平成中央公園
- 熊本南警察署
- 西部ガス熊本支店・熊本工場
- SYSKEN本社
- ポイント&ペグ熊本流通団地店
- マクドナルド熊本平成大通り店
- 大阪王将熊本平成店
- パワーモールサザンスター
  - 地場企業の株式会社南星工場跡地の複合商業施設。Mrmax、ザ・ビッグ（レッドキャベツから業態転換）、ユニクロなどが出店している。